# Сан-Хосе (залив)
Залив Сан-Хосе́ (исп. Golfo San José) — залив, относящийся к водам Атлантического океана. Расположен у восточного побережья Южной Америки.

## География
Залив Сан-Хосе представляет собой южную часть залива Сан-Матиас, вдающуюся в основание полуострова Вальдес, в результате чего в основании полуострова между заливом Сан-Хосе и заливом Гольфо-Нуэво образуется узкий перешеек Карлос-Амегино, имеющий ширину всего 5 км. Размеры залива Сан-Хосе составляют примерно 44,5 км в направлении с запада на восток, и примерно 18,5 км в направлении с севера на юг. Устье залива между расположенным на западе мысом Кирога и расположенным на востоке мысом Буэнос-Айрес имеет ширину 6,8 км.
Залив обладает мощным потенциалом гидроэнергии, имеется проект приливной электростанции «Сан-Хосе».